# Holcichneumon arieticornis
Holcichneumon arieticornis là một loài tò vò trong họ Ichneumonidae.